# Округ Мерсер (Мисури)
Мерсер (енгл. Mercer County) је округ у америчкој савезној држави Мисури.

## Демографија
По попису из 2010. године број становника је 3.785, што је 28 (0,7%) становника више него 2000. године.
| Група             | 2000.         | 2010.         |
| Белци             | 3.704 (98,6%) | 3.683 (97,3%) |
| Афроамериканци    | 7 (0,2%)      | 6 (0,2%)      |
| Азијати           | 0 (0,0%)      | 19 (0,5%)     |
| Хиспаноамериканци | 11 (0,3%)     | 28 (0,7%)     |
| Укупно            | 3.757         | 3.785         |